# 莫翁站
莫翁站是法国的一个铁路车站，位于法国城市沙勒维尔-梅济耶尔。

## 位置
莫翁站位于沙勒维尔-梅济耶尔市区的东南部。车站大致呈西北-东南走向，开口朝西南。

## 车站设施
莫翁站是一个小型的铁路车站，设有一个人工售票窗口，同时配有自动售票机。

## 车站历史
莫翁站建于1858年，因地处莫翁（Mohon）市镇范围内而得名。1966年，莫翁与周边多个市镇合并组建了沙勒维尔-梅济耶尔，“莫翁”不再为市镇，但“莫翁站”一名则保留了下来并使用至今。

## 停靠线路
以下列车线路在莫翁站停靠：
| 莫翁站列车线路表            |              |                   |          |              |
| 线路                        | 车种         | 上一站            | 下一站   | 大致运行频率 |
| 兰斯/沙勒维尔-梅济耶尔—色当 | 法国大区列车 | 沙勒维尔-梅济耶尔 | 普瓦泰龙 | 每天5趟左右  |
| 1.                          |              |                   |          |              |

## 配套交通

### 大巴车
莫翁站对应的大巴车上下车地点位于车站前方的广场上。当某条铁路线施工或罢工时，SNCF也会提供途径该线路沿途站点的大巴车。

### 市内交通
莫翁站对应的公交车站名称为"Mohon Place"，停靠该站的公交线路包括沙勒维尔-梅济耶尔公交1路和15路。

### 社会车辆
莫翁站门口设有社会车辆停车场。

## 临近车站
| 莫翁站（Gare de Mohon）                                |                    |                                                                                          |
| 上行车站                                               | 线路               | 下行车站                                                                                 |
| 普瓦泰龙站←                                            | 苏瓦松－日韦铁路   | ⇒沙勒维尔-梅济耶尔站→努宗维尔站                                                          |
| （无）                                                 | 里尔－蒂永维尔铁路 | ↗（里尔方向）（下行）⇒沙勒维尔-梅济耶尔站→（转为上行）→里亚尔站 ↘（蒂永维尔方向）→吕姆站 |
| - 注："⇐"或"⇒"为共线路段；本表仅显示运营中的线路及车站 |                    |                                                                                          |